# Wegkapelle (Ettelried)

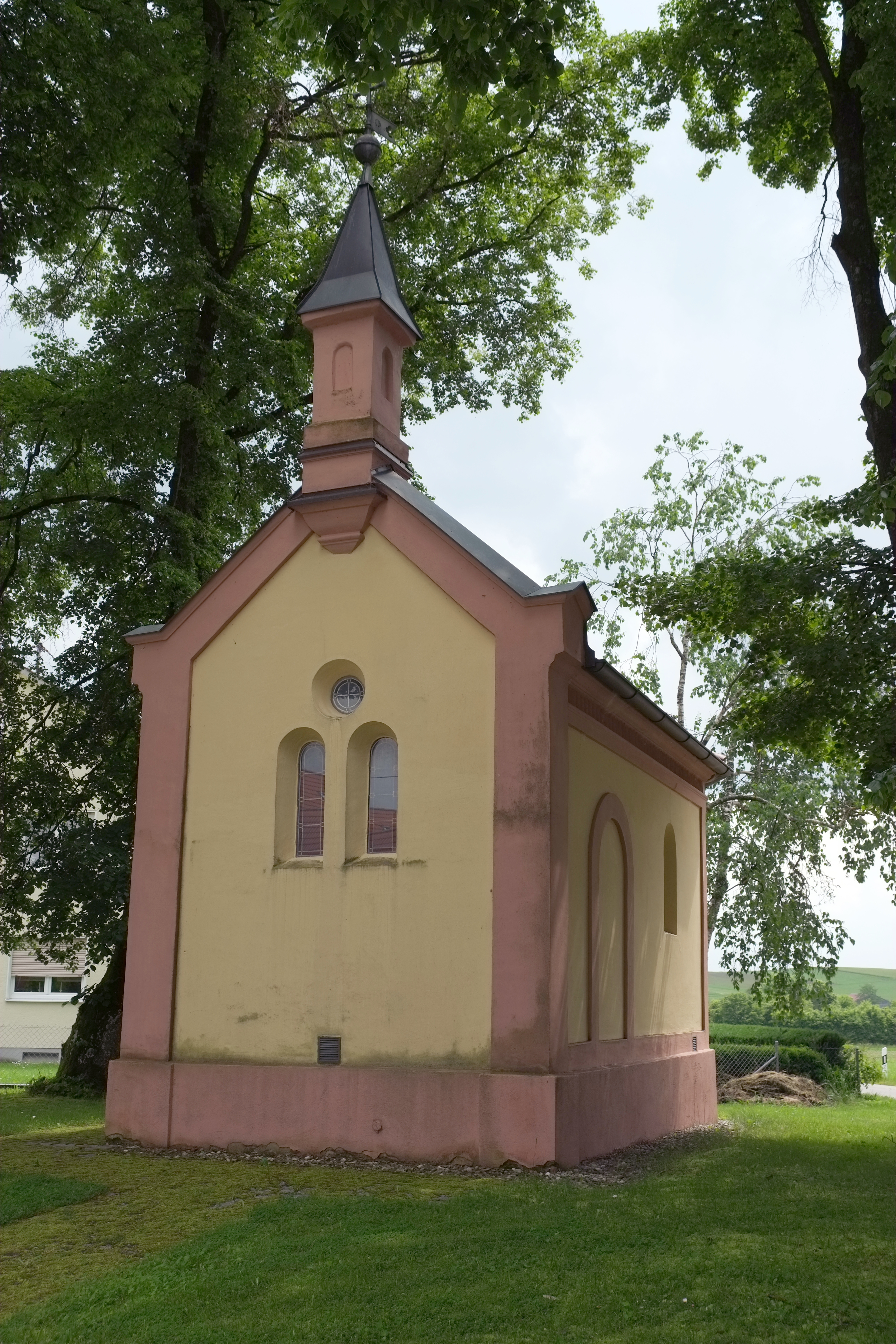
Vorderansicht der Kapelle

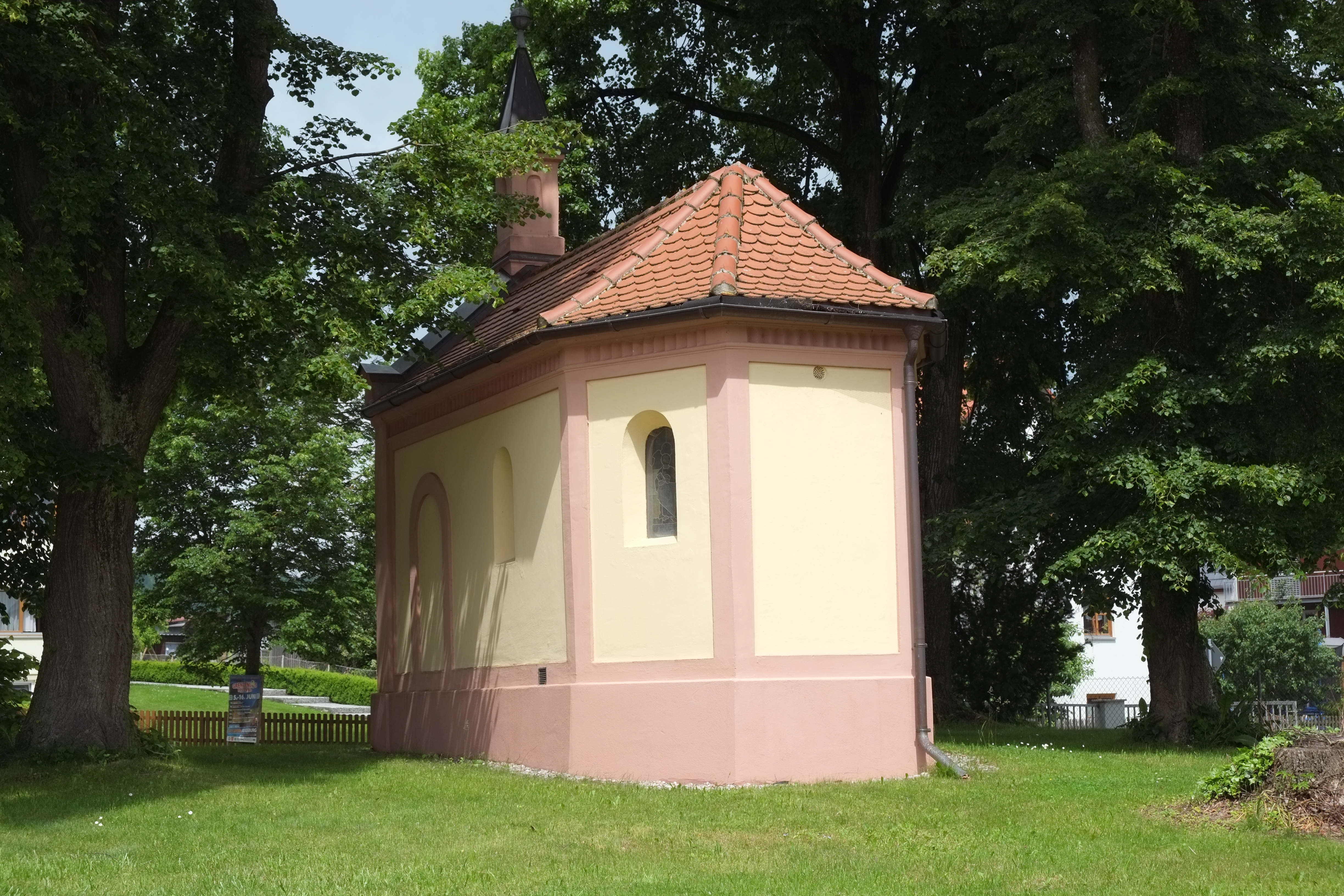
Chor

Die Wegkapelle (auch Schererkapelle) in Ettelried, einem Ortsteil der Gemeinde Dinkelscherben im Landkreis Augsburg in Bayern, wurde 1870 erbaut. Die Wegkapelle an der Von-Schnurbein-Straße 47 ist ein geschütztes Baudenkmal.

## Beschreibung
Die Kapelle wurde von Joseph Scherer gestiftet und ausgestattet. Die zwei Bleiglasfenster aus dem 19. Jahrhundert stellen den hl. Paulus und den hl. Petrus dar.

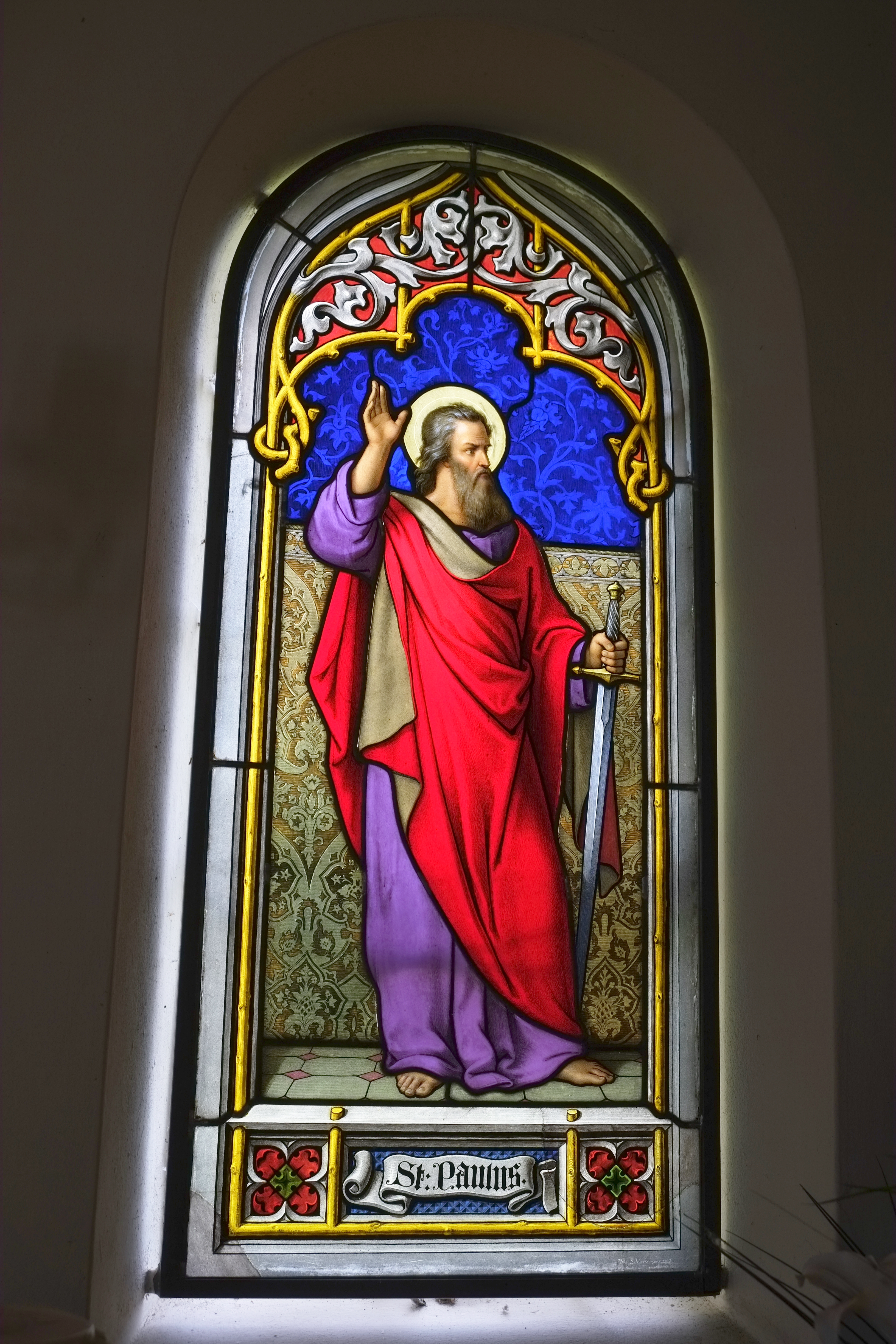
Paulus
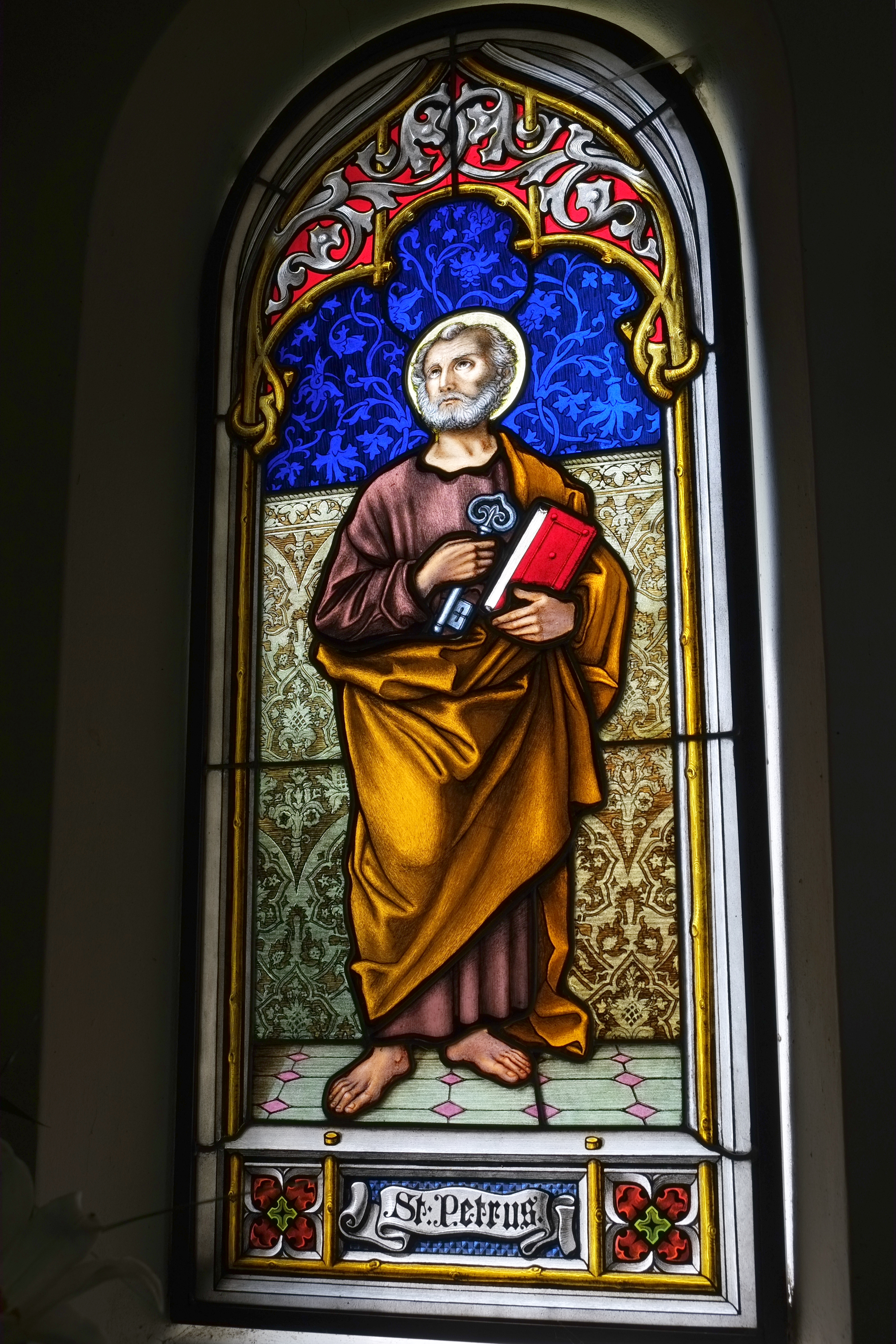
Petrus